# 卡尼夫斯凯
47°41′28″N 35°6′15″E / 47.69111°N 35.10417°E
卡尼夫斯凱（烏克蘭語：Канівське）是位於烏克蘭東南部的村莊，由扎波羅熱州扎波羅熱区的比倫凱市鎮負責管轄。該村始建於1930年，面積4.76平方公里，海拔高度39米，2001年人口637，人口密度每平方公里133.7人。